# Briançonès
El Briançonès (francès Briançonnais) és una comarca centrada a l'entorn de la ciutat de Briançon al departament dels Alts Alps. Està formada per l'alta vall del riu Durance més amunt de Saint Crépin, de la vall de Guisane, de la vall del Vallouise, de la vall del Clarée i de l'alta vall del Romanche.

## Història
La regió fou agregada al bisbat de Sant Joan de Mauriena al segle vi.
El 1343 el delfí Humbert II va crear la república dels Escartons del Briançonès que va tenir un estatut polític i fiscal especial, del que va gaudir fins a la revolució francesa.

## Economia
Tradicionalment orientada a l'agricultura de muntanya i a la ramaderia, l'economia de la comarca es complementa avui dia amb els esports d'hivern i el turisme estival amb les estacions de Serre-Chevalier i Montgenèvre.